# ABCA4
Член 4 подсемейства A (АВС1) ATP-связывающей кассеты, также известный как ABCA4 или ABCR — белок, который в организме человека кодируется геном ABCA4.
ABCA4 — это член семейства АТФ-связывающего кассетного транспортера, подсемейства A (АВС1), обнаруженного исключительно у многоклеточных эукариот. Ген изолирован и охарактеризован в 1997 году как ген, который вызывает болезнь Штаргардта, аутосомно-рецессивные заболевания, порождающие дегенерацию жёлтого пятна. Ген ABCA4 транскрибирует большой ретино-специфический белок с двумя трансмембранными доменами (TMD), двумя гликозилированными внеклеточными доменами (ECD), и двумя нуклеотидосвязывающими доменами (NBD). Белок ABCA4 почти исключительно выражен в сетчатке, локализуясь в наружном сегменте диска фоторецепторов.

## Структура
Недавно предложенная структура ABCA4 предполагает наличие трансмембранных доменов (TMDS), двух больших гликозилированных внеклеточных доменов (ECD), и двух внутренних нуклеотидосвязывающих доменов (NBD). Один Трансмембранный домен пересекает мембрану вместе с шестью единицами белка, связанных друг с другом с образованием домена. Трансмембранные домены, как правило, не консервативны из-за своей специфики и разнообразия функций в качестве каналов или лигандсвязывающих контроллеров. Тем не менее, нуклеотидсвязывающий домен высоко консервативны в разных геномах — наблюдается постоянство, с которым они связывают и гидролизуют АТФ. Нуклеотидсвязывающий домен связывает молекулы аденозинтрифосфата (АТФ), для проведения изменений в конформации транспортёра АВС. Зрелый белок ABCA4 образует гетеродимер: два димеризованных отсека канала отличаются друг от друга. Когда трансмембранные домены расположены в мембране, они образуют бочкообразную структуру, проницаемую для ретиноидных лигандов и контролирует доступность связывающего их сайта. После того, как АТФ гидролизуется в нуклеотидсвязывающем канале, они объединяются, чтобы изменить трансмембранный домен, что в свою очередь, приводит к модуляции связывания лиганда с каналом. В недавно предложенной модели ретиноидной передачи, наступающей в результате переменного воздействия внешних и внутренних трансмембранных лигандосвязанных сайтов, всё управляется путём связывания АТФ. Эта модель основана на недавних структурных анализах бактериальных транспортеров ABC.

## Функция
ABCR локализуется в наружном сегменте дисковых ободков палочек и колбочек. ABCR выражен гораздо меньше, чем родопсин, примерно в 1:120. Сравнение между ABCA4 млекопитающих и другими ABCs, клеточной локализации ABCA4 и анализ ABCA4 нокаутных мышей показывают, что ABCA4 может функционировать как направленная внутрь флиппаза ретиноидов. Флиппаза представляет собой трансмембранный белок, который «переворачивает» свою конформацию для транспортировки материалов через мембрану. В случае ABCA4, флиппазы облегчают передачу N-ретинил-фосфатидилэтаноламина (PE-NR), ковалентного аддукта ретинальдегида (ATR) с фосфатидилэтаноламином (PE) из ловушки внутри диска, как заряженных частиц в наружный слой цитоплазматической поверхности. После транспортировки, ATR уменьшается до витамина А, а затем переносятся в пигментный эпителий сетчатки, для переработки в 11-cis-ретинал. Эта альтернативная модель доступа для ABCA4 имеет четыре этапа: (1) связывание АТФ с NBD для доставки двух NBDs вместе и выставления во внешнем вестибюле сайта с высокородственными связями, находящимся в TMD (2) связывание NR-PE/ATR на внеклеточной стороне канала (3) гидролиз АТФ для содействия открытия шлюза и движения NR-PE/ATR через мембрану к сайту низкородственных связей на внутриклеточной части TMD, (4) выделение аденозиндифосфата (АДФ) и неорганического фосфата (Рi)для освобождения связанного лиганда. Канал снова готов к передаче другой молекулы NR-PE / ATR .
ABCR — / - нокаутных мышей вызывает задержку адаптации к темноте, но в конце концов этот процесс управляется. Это свидетельствует о массовых путях трансмембранной диффузии, которые удаляют ATR/NR-PE из внеклеточных мембран. После освещения сетчатки сильным светом, ATR/NR-PE значительно накапливаются в наружных сегментах. Это накопление приводит к образованию токсичной катионной бис-пиридинийной соли, N-ретинилиден-N-ретинилэтаноламина (A2E), что приводит у человека к сухой и влажной возрастной макулярной дегенерации. Из этого эксперимента был сделан вывод, что ABCR играет важную роль в очистке накопленных ATR/NR-PE, чтобы предотвратить образование А2Е на внеклеточных поверхностях фоторецепторов во время восстановления.

## Клиническое значение
Мутации в гене ABCA4, как известно, вызывают аутосомно-рецессивную болезнь Штаргардта, которая является наследственной ювенильной дегенерацией жёлтого пятна, причиной прогрессирующей потери фоторецепторов. Болезнь Штаргардта характеризуется снижением остроты зрения и цветового зрения, потерей центрального (макулярного) зрения, замедленной адаптацией к темноте и накоплением аутофлоресцентного липофусцина RPE. Удаление NR-PE/ATR по видимому имеет важное значение для нормального восстановления и смягчения постоянной опсин-сигнализации, которая вызывает вырождение фоторецепторов. ABCA4 также снижает долгосрочные последствия накопления ATR, что приводит к необратимой привязки ATR ко второй молекуле ATR и NR-PE чтобы сформировать Дигидро-N-ретинилиден-N-ретинилфосфатидильный этаноламин (A2PE-H2). A2PE-H2 ловит ATR и накапливает в наружных сегментах для дальнейшего окисления в N-ретинилиден-N-ретинилфосфатидильный этаноламин (A2PE). После суточного дискового обновления и фагоцитоза внешнего сегмента RPE клеток, A2PE гидролизуется внутри RPE фаголизосомы, чтобы сформировать A2E. Накопление А2Е, оказывает токсическое действие на первичном уровне ПЭС и разрушает вторичные фоторецепторы при макулярной дегенерации.
Дополнительные заболевания, которые можно связать с мутациями в ABCA4 включают болезнь Штаргардта, дистрофию колбочек, пигментный ретинит и возрастную макулярную дегенерацию .
Исследование GENEVA Cleft Consortium впервые выявило связь ABCA4 с заячьей губой и/или волчьей пастью и с множеством маркеров, свидетельствующих о связи и ассоциации на уровне генома. Хотя SNP в этом гене связан с заячьей губой/волчьей пастью, это не даёт никаких функциональных или выраженных данных в поддержку его как этиологического гена, который может находиться в области, примыкающей к ABCA4. Комбинация генома широкого объединения, вариантов редкой последовательности, кодирующей черепно-лицевую специфическую экспрессию и взаимодействие с IRF6 подтверждают роль прилегающего гена ARHGAP29, который, скорее всего играет роль этиологического гена в несиндромальной заячьей губе и/или волчьей пасти.